# Middle English Dictionary
El Middle English Dictionary es un diccionario de inglés medio publicado por la Universidad de Míchigan. Consta de 115 fascículos con aproximadamente 15 000 páginas
El proyecto se inició en la década de 1920. La primera entrega, Plan and Bibliography, que contiene una lista de textos en inglés medio utilizados para el Middle English Dictionary, fue publicada por Hans Kurath y Sherman Kuhn en 1954. Se publicaron más fascículos en numerosos volúmenes (en orden alfabético) durante las siguientes décadas. El diccionario se completó en 2001.
En el año 2000, el diccionario fue publicado en línea por suscripción, y en 2007, el diccionario completo se puso a disposición de forma gratuita y se puede buscar en línea en formato HTML. Desde entonces, se han corregido errores y se ha incrementado su bibliografía.